# دیوید میلیبند
دیوید رایت میلیبند (انگلیسی: David Wright Miliband) زاده ۱۵ ژوئیه ۱۹۶۵ میلادی، سیاست‌مدار بریتانیایی، عضو مجلس عوام و وزیر خارجه بریتانیا در کابینه گوردن براون بود.
"دیوید رایت میلیبند" هم‌اکنون رئیس و مدیرعامل کمیته نجات بین‌المللی (International Rescue Commitee) است.

## زندگینامه
دیوید میلیبند، فرزند رالف میلیبند نظریه‌پرداز برجستهٔ مارکسیست است. رالف میلیبند پس از واقعه کشتار یهودیان موسوم به هولوکاست، به عنوان یک مهاجر یهودی لهستانی (قوم) به بریتانیا مهاجرت کرد.
دیوید میلیبند، در تاریخ ۲۸ ژوئن سال ۲۰۰۷ میلادی، از سوی گوردن براون، به عنوان وزیر خارجه بریتانیا معرفی شد. در آن هنگام او ۴۱ سال داشت.
اد میلیبند، رهبر سابق حزب کارگر، برادر اوست.

## زندگی خصوصی
دیوید میلی‌بند متاهل است و همسر او، لوئیز شکلتون، نوازنده ویولن و عضو ارکستر سمفونیک لندن است. شکلتون و میلی‌بند دو پسر آمریکایی را به فرزندی قبول کرده‌اند.
در مصاحبه‌ای با سی‌ان‌ان در سال ۲۰۰۹ میلادی، دیوید میلی‌بند متذکر شد که یهودی‌تبار است، اما سکولار و خداناباور است.